# Hellboy Volume 3: The Chained Coffin and Others
The Chained Coffin and Others — третій том коміксів про Геллбоя, написаний та проілюстрований Майком Міньйолою. Включає в себе декілька не пов'язаних між собою історій про даного героя. Том був опублікований в Серпні 1998-го.
Попередній том: «Hellboy Volume 2: Wake the Devil»
Наступний том: «Hellboy Volume 4: The Right Hand of Doom»

## Зміст

### The Corpse
Переклад: Труп
У 1959 році Геллбой відправляється в Ірландію, аби допомогти одній парі знайти їхню дитину, яку замінили на злого фейрі. Червоний змушує фейрі Груагаха розповісти, де дитина. Геллбой навідує ще трьох фейрі, як йому вказав Груагах і ті дають йому завдання - по християнськи поховати Тама О'Клані. Червоному доводиться обійти три кладовища, поборотися з Груагахом і велетенським кабаном, щоб похоронити Тама і повернути дитя.

### Iron Shoes
Переклад: Залізні Чоботі
Геллбой зустрічає в Ірландії гобліна на ім'я Залізні Чоботі, легко перемагає його і доставляє в місцеву церкву.

### The Baba Yaga
Переклад: Баба-Яга
У 1964 році Геллбой прибуває в Росію, аби здолати злу відьму Бабу-Ягу, яка викрадає і їсть людей. Червоний ховається на кладовищі і чекає стару, а коли та прилітає, відстрелює їй око. З тих пір Ягу більше ніхто не бачив, але всі діти в сусідніх селах народжувалися сліпими на одне око.

### A Christmas Underground
Переклад: Різдвяне Підземелля
У 1989 році Геллбой прибуває в Англію і за проханням вмираючої жінки спускається під землю, аби врятувати її дочку від підземного принца. Під землею вже починається весілля, але Геллбой його зриває і розкидає усіх паранормальних гостей на ньому. Червоний дає дівчині хреста і та звільняється від чар свого нареченого, після чого відходить на той світ.

### The Chained Coffin
Переклад: Скована Труна
Геллбой повертається в Східний Бромвіч, де бачить видіння про священника і черницю, які намагаються захистити душу своєї матері від демона Аззаїла, але той легко перемагає обох і забирає душу в пекло, на останок глянувши в бік Геллбоя зі словами "мій улюблений син".

### The Wolves of Saint August
Переклад: Вовки Святого Августа
Геллбой і Кейт Корріган прибувають в містечко Ґріарт на Балканському півострові, дізнавшись, що там завелися перевертні. Корріган розповідає червоному історію про королівську сім'ю - Ґреньє, яку прокляв один монах. Відтоді, кожних сім років, сім'я перетворювалася в вовків-людоїдів. Одного разу, під час перетворення, сім'ю зловили жителі міста і вбили усіх. 
Агенти заходять в закинутий монастир і зустрічають там духів жителів міста, які стали напів-вовками. Несподівано з'являється останній з сім'ї Ґреньє і після довгої боротьби Геллбой вбиває його.

### Almost Colossus
Переклад: Майже Гігант
Геллбой і Кейт Корріган шукають гомункула, який висмоктав сили з Ліз Шерман у попередньому томі. Тим часом сам гомункул зустрічає свого "старшого брата", в котрого є манія величі. Останній пропонує своєму молодшому брату разом стати богами. Старший приводить свого брата в лабораторію, де він створює собі велетенське тіло і пропонує йому з'єднатися з ним в одне ціле, але той відмовляє. Старший гомункул стає могутнім велетнем і бере в полон Корріган. Молодшому доводиться спалити свого брата, аби врятувати дівчину. Після цього агенти відвозять його в штаб Б.П.Р.Д. і дають йому ім'я - Роджер. В штабі з Роджера витягують енергію і повертають Ліз до життя. Але це ще не кінець для гомункула.

## Персонажі

### Головні
- Геллбой - напівдемон, котрого виростив учений Тревор Бруттенхольм.
- Кейт Корріган - подруга Геллбоя, вчена з Б.П.Р.О..
- Еліс Монаган - дівчинка, яку врятував від фейрі Геллбой. Пізніше стала його дівчиною.

### Другорядні
- Там О'Клані - труп, якого мусив похоронити Геллбой.
- Роджер - гомункул, оживлений Ліз Шерман, який став агентом Б.П.Р.О..
- Ліз Шерман - агент Б.П.Р.О.. Дівчина-пірокінетик, чиї сили дуже могутні.
- Ейб Сапієн - агент Б.П.Р.О.. Людина-амфібія, котрий не пам'ятає своє минуле.

### Надприродні істоти
- Груагах - фейрі, якого Геллбой перетворив на маленького антропоморфного свина.
- Залізні Чоботі - гоблін з Ірландії.
- Баба-Яга - відьма, яку вигнав з нашого світу Геллбой.
- Підземний принц
- Аззаїл - демон, рідний батько Геллбоя.
- Перевертень Ґреньє - останній член проклятої сім'ї Ґреньє, що вижер ціле місто.
- Гігантський гомункул - старший брат Роджера, в котрого є манія величі.

## Див. Також
- Список коміксів усесвіту Геллбоя